# 하루카 오스

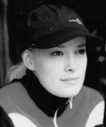

하루카 오스(Haruka Orth, 1981년 11월 16일 ~ )는 미국의 언어학자, 번역가, 배우, 패션 모델, 탤런트, 영화배우이다.
시카고에서 태어났다.

## 방송
- 세컨드 하우스

## 영화
- 머나먼 하늘로 사라진 (2007년)
- 시베리아 초특급 6 1/2 (2005년)
- 시베리아 초특급 5 (2005년)
- 고질라 - 파이널 워즈 (2004년)